# Young dogs, young blood
Young dogs, young blood is de debuutsingle van The Scene. Het is afkomstig van hun album The Scene.
Young dogs, young blood is geschreven door Thé Lau en geproduceerd door Jan de Hont. Beiden kenden elkaar uit de Neerlands Hoop Express. De B-kant Words, pistols is schreven door Thé Lau en André Versluijs.
The Scene was destijds een trio, dat de eerste personeelswisselingen er al op had zitten. Het bestond toen uit Thé Lau (zang, gitaar, André Versluys (basgitaar), afkomstig uit Vitesse) en Kors Eijkelboom (drums).
Zo bekend als Iedereen is van de wereld is, zo onbekend is Young dogs, young blood gebleven. Volgens OOR's Pop-encyclopedie editie 1992 betreft het een punkplaat. Noch de Nederlandse Top 40, noch de Nationale Hitparade kent de single.